# 356 v.Chr.
Het jaar 356 v.Chr. is een jaartal volgens de christelijke jaartelling. 

## Gebeurtenissen

### Griekenland
- Philippus II van Macedonië begint een succesrijke veldtocht om de macht van Griekenland.
- Het Macedonische leger verovert de havensteden Pydna en Potidaea. De Chalcidische Bond wordt opgeheven, Potidaea wordt verwoest en de inwoners gedeporteerd.
- Philippos' veldheer Parmenion behaalt een grote overwinning op de Illyriërs onder leiding van Grabus.
- De stad Philippi in Thracië wordt gesticht door en genoemd naar Philippus II van Macedonië.
- De bondgenoten van Athene plunderen de eilanden Lemnos en Imbros .
- 21 juli - Brandstichting in de tempel van Artemis in Efeze door ene Herostratos. Een van de zeven wereldwonderen van de antieke wereld wordt door brandstichting vernietigd.

### Italië
- In Rome wordt voor het eerst een plebejer benoemd tot dictator.

## Geboren
- 21 juli - Alexander de Grote (356 v.Chr. - ~323 v.Chr.), koning van Macedonië
- Hephaestion, Macedonische veldheer en vriend van Alexander III de Grote

## Overleden
- Herostratos, Griekse misdadiger